# 東京ラウンド
東京ラウンド（とうきょうラウンド）は、1973年から1979年にかけて行われた関税および貿易に関する一般協定（以下、GATT）の第7回目の多角的貿易交渉である。

## 概要
1973年9月に東京で開催された閣僚会議で採択された東京宣言に基づいて開始されたため、東京ラウンドと呼ばれる。102ヶ国が交渉に参加し、GATTで初めて本格的に非関税措置の軽減に取り組んだ。東京ラウンドでは次のことについて国際協定が策定された。
- 補助金・相殺関税
- ダンピング防止税
- 民間航空機
- 政府調達
- 関税評価
- 輸入許可手続き
- 貿易の技術的障壁

このように、非関税措置の軽減・撤廃に向けて大きな成果をあげた。

## 開催の経緯
GATT体制下における第6回目の多角的貿易交渉（以下、ラウンド交渉）、すなわちケネディ・ラウンドでは、その交渉の結果、鉱工業分野において平均35％・農業分野において平均22%の関税引き下げが実現するなど、これまでのラウンド交渉では最大の成果をあげた。しかし、70年代に突入すると、アメリカ合衆国の経済力が相対的に低下した事により、各国で保護貿易が台頭、ECも地域主義化の傾向が強まるなど、世界的に保護貿易化の機運となり、自由貿易を掲げるGATT体制は動揺した。
このような背景の中で、日本やカナダ、オーストリアなどの国は、GATTひいては自由貿易体制を維持強化する為に、可及的速やかに新国際ラウンドを開始することが必要であるとの観点から、1971年4月の非公式総会以降、新国際ラウンド開始のための準備を行なう小グループの設置を支持し、1971年11月に開かれた第27回GATT総会でも、新国際ラウンドを速やかに開催することに関して合意に達しておくことが必要である旨の主張を行なった。この提唱に対し、ECとアメリカはその内部事情により消極的姿勢を見せたが、第27回GATT総会以降、特に1971年12月のスミソニアン協定が成立した後、米国は一転して積極的姿勢に転じ、日本及びECそれぞれとの交渉の結果として、翌72年2月に至り、1973年にGATTの枠内において新国際ラウンドを開始する旨の宣言が日米および米・EC間で出されることとなった。尚、この宣言の内容については、更に同年3月のGATT理事会において先進工業国間で合意がみられた。
さらに、1972年11月開催された第28回GATT総会においては、日本等の提唱に基づき新国際ラウンドを本年開始するための締約国による意思の確認及び交渉準備委員会の設置が行なわれ、同時に翌年9月に閣僚レベルの会議を開催することが合意された。この会議は1973年9月12日から14日にかけて行われ、最終日の14日、閣僚レベル会議は「ガット閣僚会議東京宣言」（以下、「東京宣言」）を発表し、次の事柄が声明された。以下は外務省の仮訳に基づく。
- 交渉の正式な開始を宣言する。
- 交渉の目的は次の通りである。 （１）世界貿易の拡大と一層の自由化及び世界の諸国民の生活水準と福祉の改善を達成すること  （２）開発途上国の発展の必要性を考慮し、開発途上国が外貨収益の大幅な増大、輸出の多様化、貿易の成長率の上昇を達成できるように、また、世界貿易の拡大にこれら諸国が参加する可能性の改善並びに、この拡大から生ずる利益の分配にあたり、可能な最大限度において、開発途上国関心産品の市場進出条件の実質的改善及び、適当な場合にはいつでも、一次産品の安定的な、衡平な、かつ、採算のとれる価格を達成するための措置を通じ、先進国と開発途上国との間のより良い均衡を達成できるように開発途上国の国際貿易にとつての追加的利益を確保すること
- この目的を達する為に、開発途上国の特定の貿易問題を考慮しつつ、全ての参加国の貿易問題を衡平な方法で解決するための協調的な努力がなされなければならない。
- また、この目的を達する為には、次のことがなされるべきである。 （１）出来る限り一般的に適用される適当な方式の採用により、関税に関する交渉を行なうこと  （２）非関税措置を軽減又は廃止し、これが適当でない場合には、これら措置の貿易制限的又は阻害的な効果を軽減又は廃止するとともに、これら措置を一層効果的な国際的規律の下におくこと  （３）補助的技法として、選択された分野におけるすべての貿易障害の調和的な軽減又は廃止の可能性の検討を含むこと  （４）貿易自由化の一層の促進及びその成果の確保を図る目的で、特に第19条の適用の態様を考慮しつつ、多角的セーフガード・システムの妥当性の検討を含むこと」  （５）農業に関し、交渉の一般目的に則りつつ、この分野の特殊性及び特別な問題を考慮に入れた交渉のアプローチを含むこと  （６）熱帯産品を特別なかつ優先的分野として取り扱うこと
- 交渉は、工業品及び農産物双方とし、関税、非関税障壁及び貿易を阻害するその他の措置を対象とするものとする。
- 交渉は、最恵国待遇条項を遵守し、交渉に関する「一般協定」の諸条項に従い、相互の利益、相互の約束及び全般的な相互主義の原則に基づいて行なわれなければならない。但し、先進国は発展途上国に対して関税その他の貿易に対する障害の軽減又は廃止に関する約束について相互主義を期待しない。
- 閣僚は、開発途上国がその輸出収益を増大し、その経済発展を促進するために行なう努力を援助するために実施される特別措置及び、適当な場合には、開発途上国の関心産品又は分野に対して与えられるべき優先的配慮の必要性を認める。閣僚は又、一般特恵制度の維持及び改善の重要性を認める。閣僚は更に、可能且つ適当な交渉分野において開発途上国にとって特別且つより有利な取扱いがなされる様な方法で、開発途上国に対し異った措置(differential measures)を適用することの重要性を認める。
- 閣僚は、後発開発途上国の特殊な状況及び問題に特別な配慮が与えられなければならないことを認め、これらの諸国が交渉において開発途上国の利益のためにとられるあらゆる一般的又は個々の措置との関係において特別な取り扱いを受けることを確保する必要性を強調する。
- 「一般協定」に規定される原則・規則及び規律に関する支持を再確認する。
- 貿易交渉委員会は、この宣言を考慮に入れ、就中、次の権限を持つて設立される。  （１）詳細な貿易交渉計画を作成し、実施し、且つ、進国と開発途上国との間の交渉のための特別手続を含む適当な交渉手続を確立する。  （２）交渉の進展を監督する。
- 閣僚は、貿易交渉が1975年中に完結することを意図する。

## GATT/WTOの多角的貿易交渉
- 第1回（1948年、ジュネーヴ）
- 第2回（1949年、アヌシー）
- 第3回（1951年、トーキー）
- 第4回（1956年、ジュネーヴ）
- 第5回 ディロン・ラウンド（1960年-1961年）
- 第6回 ケネディ・ラウンド（1964年-1967年）
- 第7回 東京ラウンド（1973年-1979年）
- 第8回 ウルグアイ・ラウンド（1986年-1995年）
- 第9回 ドーハラウンド（2001年-）